# Neptunea bulbacea
Neptunea bulbacea (лат.) — вид морских брюхоногих моллюсков рода нептунея семейства трубачи.

## Внешний вид
Высота раковины до 14 см, диаметр до 7,6 см. Раковина с 6—7 оборотами. Её цвет бывает жёлтым, серым, зеленоватым или коричневым. Скульптура образована осевыми линиями роста, неровными вмятинами и утолщениями на верхней части оборотов и многочисленными спиральными уплощенными, слегка волнистыми, тесно лежащими рёбрышками. У плеча оборотов имеется 1, реже 2 или 3-4 (на последнем обороте) низких сглаженных киля, также покрытых рёбрышками.

## Распространение и места обитания
Водится на севере и западе Японского моря, у северного побережья острова Хонсю, у острова Хоккайдо, южных Курил и в заливе Анива. Живёт на песчанистых, илисто-песчанистых и галечных грунтах.
Встречается в Японского моря, у северной части острова Хонсю, у острова Хоккайдо, южных Курил и в заливе Анива. Живёт на песчаном, илисто-песчаном и галечно-ракушечном дне. В Южном Приморье встречается на глубине 30—50 м.

## Питание
Хищник. Питается также падалью.

## Размножение
Откладывает кладки из крупных яйцевидных капсул. Развитие без метаморфоза — из яиц выходят маленькие улитки.